# Vũ Vinh
Vũ Vinh là một xã cũ thuộc huyện Vũ Thư, tỉnh Thái Bình, Việt Nam.

## Địa lý
Xã Vũ Vinh giới giáp với các xã: Việt Thuận, Vũ Vân, Vũ Thắng, Vũ Hội.

## Lịch sử
Theo Nghị quyết số 1666/NQ-UBTVQH15 ra tháng 6 năm 2025, sáp nhập tỉnh Thái Bình vào tỉnh Hưng Yên, giải thể đơn vị hành chính cấp huyện là Vũ Thư. Thành lập xã Thư Vũ trên cơ sở hợp nhất diện tích tự nhiên và dân số các xã của huyện này là Việt Thuận, Vũ Hội, Vũ Vinh và Vũ Vân.

## Hành chính
Tại xã Vũ vinh có 9 thôn.

## Văn hóa
Làng Đông Vinh có truyền thống hiếu học, với 1 giáo sư, 1 PGS, 4 tiến sĩ, khoảng 20 thạc sĩ.
Nổi bật trong thôn có:
- GS.TS Mai Ngọc Chừ (Trường Đại học Khoa học Xã hội và Nhân văn - Đại học Quốc gia Hà Nội)
- TS. Đặng Ngọc Lợi (Học viện Chính trị - Hành chính Quốc gia Hồ Chí Minh)
- TS.Phạm Kim Thư (Trung tâm hợp tác và Chuyển giao tri thức, Đại học Quốc gia Hà Nội)
- TS Đặng Thị Duyên...

Tại đền Sóc Lang Linh Từ, thôn Đông Vinh, có 15 Sắc Phong, trong đó có 3 Sắc Phong đời Lê và 11 Sắc Phong đời Nguyễn.
Sắc Phong cổ nhất là từ năm Cảnh Hưng thứ 28 (1767) thời vua Lê Hiển Tông (chữ Hán: 黎顯宗, 1717 – 1786)

## Hình ảnh

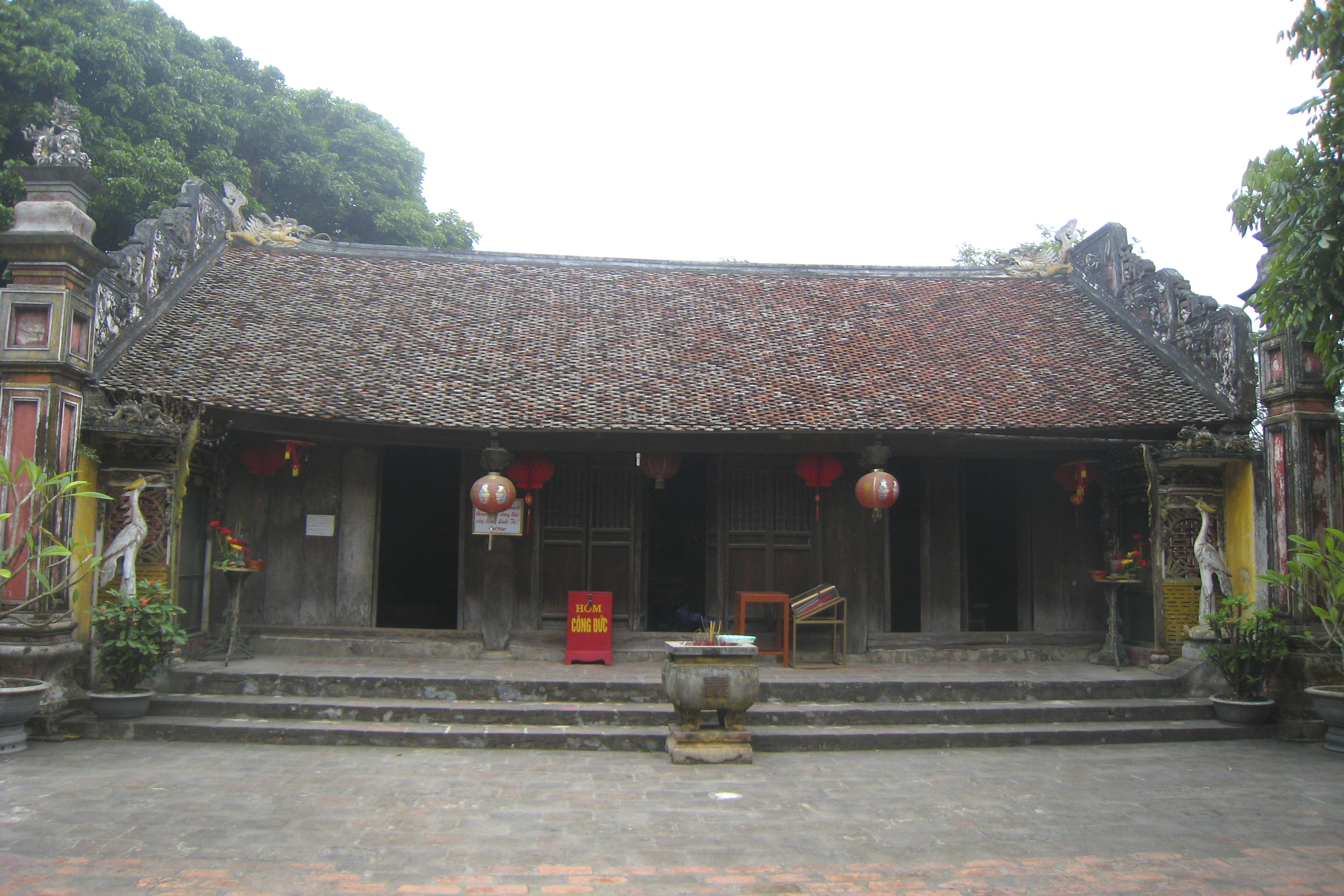
Đền Sóc Lang Sinh Từ thôn Đông Vinh
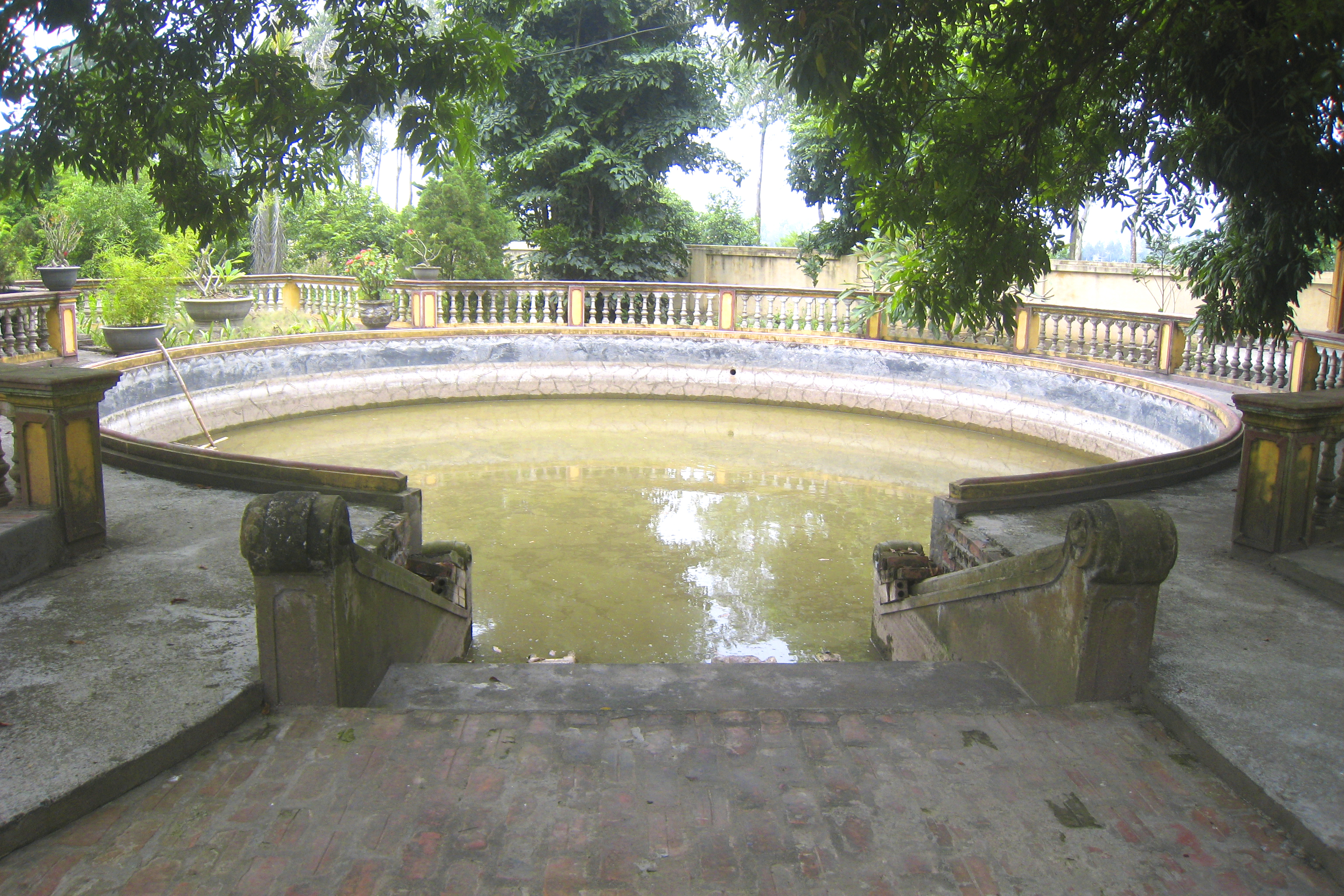
Giếng Đền Sóc Lang Sinh Từ thôn Đông Vinh